# Wambali Mkandawire
Wambali Mkandawire, in de volksmond vaak Mtebeti Wambali Mkandawire genoemd (10 juli 1952 – Lilongwe, 31 januari 2021) was een Malawische zanger.

## Jeugd
Wambali werd in 1952 geboren in Belgisch-Congo uit Malawische ouders, waar hij werd opgevoed door zijn grootouders, en al vroeg in aanraking was gekomen met traditionele Congolese muziek. Toen hij 8 jaar oud was, verhuisde hij naar Mlowe, het geboortedorp van zijn ouders in het noorden van Nyasaland (het huidige Malawi), en ging daar naar de lagere school. In dat dorp woonden enkele ex-mijnwerkers die in Zuid-Afrikaanse mijnen hadden gewerkt, en zo kwam hij in contact met Zuid-Afrikaanse muziek. Via de radio kwam hij in aanraking met Westerse popmuziek. Hij zong graag en vermengde al deze muziekstijlen. Op zijn twintigste levensjaar verhuisde hij naar Mzuzu, waar hij naar de middelbare school ging. Toen hij daar woonde wilde hij heel graag in een band optreden, maar zijn gastouders wilden daar niets van weten.
In de jaren '70 verhuisde hij naar Blantyre in het zuiden van het land, en daar werd hij de leadzanger van de band "Pentagon".
In 1977 kregen ze een sponsor, en gingen westerse een combinatie van rockmuziek en traditionele Malawische muziek maken. De band viel uit elkaar toen het sponsorschap stopte.

## Religie en muziekcarrière
In 1978 werd Wambali religieus geïnspireerd en hij raakte betrokken bij kerkelijk werk. In 1984 volgde hij een Christelijke missionarissencursus. Een jaar later werd hij een van de zangers bij een Youth for Christ-band, genaamd "New Song". Ze toerden door Zuid-Afrika, Namibië en Zimbabwe, en traden op in scholen en kerken. In 1986 werkte hij met YFC-jeugdclubs in Soweto and Alexandra. In 1988 nam Wambali zijn eerste solo-album op bij Krakatoa Music in Kaapstad. In diezelfde periode toerde hij met de Zuid-Afrikaanse band "Friends First", en nam samen met hen platen op. Hun debuutalbum kwam uit in Malawi, maar een van de nummers werd verboden vanwege de politiek getinte inhoud. Aangezien hij zich geen hele band kon veroorloven, trad hij op met een groep zangers, met muziek van een bandje. Direct na het verschijnen van het album vertrok hij in 1989 naar het Verenigd Koninkrijk voor een studie 'bijbelse transculturele muzikologie'. Zijn derde en vierde album nam hij op in het Schotse Glasgow. Het derde album werd gepresenteerd tijdens een optreden op het Christelijke Greenbelt Festival in Northampton.

## Politiek activisme
Het vierde album werd in 1992 uitgegeven in Malawi, maar het werd geen succes vanwege tegenwerking van de lokale muziekindustrie, wegens de politieke lading van zijn liedjes. Wambali werd betrokken bij een campagne voor de vrijlating van Chakufwa Chihana, die was gearresteerd vanwege zijn kritiek op het regime van president Banda. Zodoende werd zijn muziek al snel geassocieerd met de politieke oppositie, wat ten koste ging van zijn muzikale aanhang.
Door geldzorgen gedreven nam hij in 1992 allerlei baantjes aan, en daarnaast begon hij te toeren langs Europese en Afrikaanse kerken. Tijdens zijn toer in Kenia leerde hij Wambui Muruiki kennen, met wie hij een jaar later trouwde en met wie hij tot aan zijn dood getrouwd bleef.

## Verdere muziekcarrière
De release van "Zani Muwone" in 2002 (geproduceerd door JB Arthur, mede-oprichter van het Instinct Africaine-label en eigenaar van Joe's Garage Recording studio in Johannesburg) bracht hem opnieuw populariteit in Zuid-Afrika en Malawi.
Hij werd weldra uitgenodigd om op te komen treden op het Cape Town North Sea Jazz Festival in 2002.
Voor dit album won hij meerdere internationale prijzen. Hij was de eerste Afrikaan die de WIPO (World Intellectual Property Organisation) Award for creativity won.
In 2007 presenteerde Wambali zijn album 'Moto' en daarna stopte hij met openbare optredens. In 2011 maakte hij een come-back met het gospel-album 'Liberty'. In 2015 verscheen van hem een puur jazz-album genaamd 'Calabrash Breath'.

## Overlijden
Wambali overleed op 31 januari 2021 op 68-jarige leeftijd in het Kamuzu Central Hospital in Lilongwe aan de gevolgen van COVID-19 tijdens de coronapandemie.

## Discografie
- 2002 Zani Muwone
- 2007 Moto
- 2011 Liberty (opgenomen door Joe Arthur, Duane Arthur & Graham Smith in Zuid-Afrika)
- 2015 Calabrash Breath

## Prijzen  en nominaties
- 2002 WIPO (World Intellectual Property Organisation) award for creativity
- nominatie voor Kora award - "Best Artists from Southern Africa", voor zijn album "Zani Muwone"
- 2003 SAMA Music Award - voor Beste Afrikaanse artiest
- 2015 BEFFTA Music Award - Best African Legend

- MusicBrainz: 8df918db-bc5b-4a04-92dd-8a8d90e3b4f9